# Debbie Does Dallas: The Musical
Debbie Does Dallas: The Musical és un musical de l'off-Broadway amb un llibret de Susan L. Schwartz, música d'Andrew Sherman, amb Tom Kitt i Jonathan Callicutt aportant música i lletres addicionals. Es basa en la pel·lícula pornogràfica Debbie Does Dallas de 1978. El musical, com la pel·lícula, se centra en els intents de l'estudiant de secundària Debbie i de les seves amigues per convertir-se en animadores dels "Texas" Cowboys; tanmateix, el musical conté molt menys contingut sexual que la pel·lícula.

## Sinopsi
L'espectacle és la història d'una noieta d'una petita ciutat americana anomenada Debbie Benton. La Debbie és la capità del seu equip de cheerleaders a l'escola secundària, però somia amb arribar al gran moment convertint-se en una Texas Cowgirl Cheerleader. Quan Debbie rep una carta que li diu que s'ha qualificat per a l'equip professional, l'únic que s'interposa entre ella i la realització del seu somni és el viatge en autobús a la gran ciutat: Dallas. Debbie recluta les seves companyes d'equip, Lisa, Roberta, Donna i Tammy, per aconseguir feina a temps complet després de l'escola i els caps de setmana per ajudar-los a pagar el seu viatge a Dallas. Les noies formen una empresa anomenada Teen Services i aconsegueixen feina, però ràpidament s'adonen que les feines amb el salari mínim no paguen prou. Per sort, el cap de la Debbie, el senyor Greenfelt, té una idea de com les noies poden recaptar prou diners a temps. La Debbie explica a les noies la idea del Sr. Greenfelt, i totes accepten provar-se amb "petits favors" realitzats amb entusiasme per "noies bones". Les noies "treballen dur pels diners" i a través del sexe, la suor i les llàgrimes aconsegueixen recaptar prou diners perquè Debbie realitzi el seu somni i arribi fins a Dallas.

## Historial de produccions
L'espectacle va tenir la seva primera presentació al New York Fringe Festival. Va ser concebut i produït originalment per Schwartz, que també va interpretar a Debbie. La coreografia original d'Off-Broadway va ser de Jennifer Cody.
El Grup Araca va comprar els drets per produir la peça i la va estrenar com a musical el 29 d'octubre de 2002 al Jane Street Theatre de Nova York, tancant el 15 de febrer de 2003 després de 127 funcions. Sherie Rene Scott va protagonitzar el musical com a Debbie. Des de la seva carrera Off-Broadway, altres produccions han tingut lloc, sobretot a Sydney i Melbourne, Austràlia (2004) amb Ben Steel, i a Dallas , Texas (2005).